# Karl Traupe
Karl Traupe (* 20. Mai 1930 in Braunschweig; † 25. März 2023 ebenda) war Assessor jur., Hauptgeschäftsführer der früheren Handwerkskammer Braunschweig und ein Autor, der vor allem die Geschichte und Gegenwart des Handwerks im Raum von Braunschweig erforschte.

## Leben
Traupe wuchs in Braunschweig auf und studierte nach seinem Abitur in Göttingen Jura. Nach dem erfolgreichen Studienabschluss arbeitete er als Jurist bei einer Versicherung. Anschließend war er bei der Handwerkskammer Braunschweig als Leiter der Rechtsabteilung angestellt und bekleidete von 1975 bis 1993 das Amt des Hauptgeschäftsführers.
In seiner Amtszeit engagierte sich Traupe, neben seinen Verwaltungsaufgaben, insbesondere in der beruflichen Bildung. Er baute das Berufsbildungszentrum der Handwerkskammer Braunschweig nach seinem Amtsantritt nach 1975 weiter aus, übernahm 1978 die Bundesfachschule für das Konditorenhandwerk in Wolfenbüttel und gründete 1981 das Bildungszentrum für das Steinmetz- und Bildhauerhandwerk Königslutter. 1984 erwarb er die nahe an der Konditoren-Bundesfachschule gelegene Samson-Schule in Wolfenbüttel und baute sie bis 1988 zu einem Internat für Lehrgangsteilnehmer um.
Von besonderer Bedeutung war Karl Traupe die  deutsch-französische Freundschaft mit der südfranzösischen Handwerkskammer Nîmes, wobei er für zahlreiche und kontinuierliche Treffen und Erfahrungsaustausche zwischen diesen Organisationen verantwortlich zeichnete.
Traupe war nach Wiedervereinigung maßgeblich am Zustandekommen und Gelingen eines Partnerschaftsvertrags der Handwerkskammer Braunschweig mit der Handwerkskammer Magdeburg beteiligt, der einen „großen Anteil am Aufbau eines leistungs- und konkurrenzfähigen Handwerks in der Magdeburger Region“ hatte. Er war verheiratet und hatte Kinder.

## Autorentätigkeit

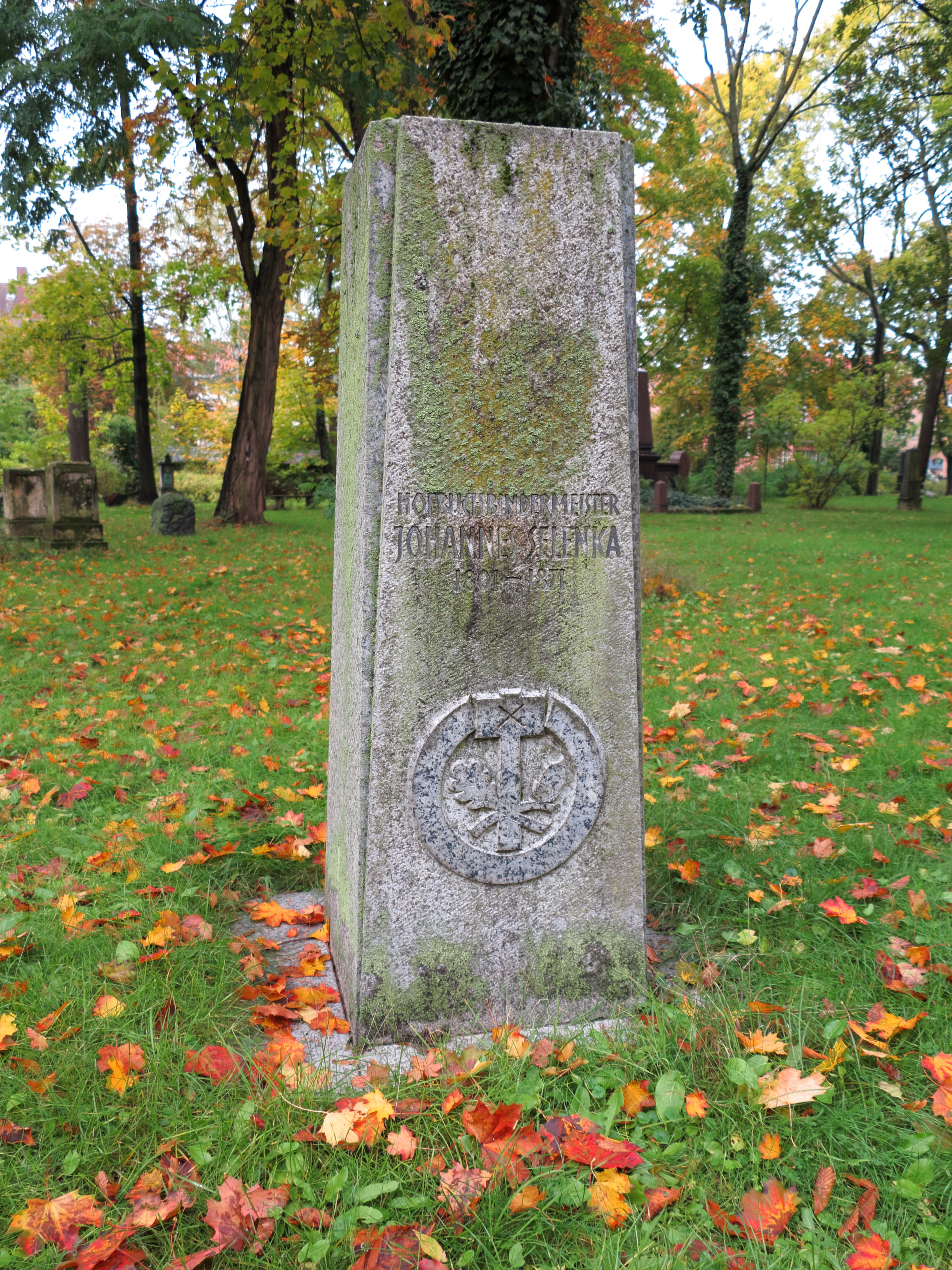
Grabstein für Johannes Selenka, der auf Initiative von Karl Traupe aufgestellt wurde

Der Schwerpunkt der Autorentätigkeit Karl Traupes lag in der Erforschung der Handwerkerbewegung im Herzogtum Braunschweig in den Jahren 1848 und 1849, hierbei wurden die Demokratisierungsbestrebungen wie der Entwurf der ersten deutschen Handwerksordnung aus der Braunschweiger Region durch ihn bekannt. Der Entwurf wurde in der Frankfurter Nationalversammlung von 1848 von dem Braunschweiger Buchbindermeister Johannes Selenka vorgelegt. Dieser Entwurf blieb damals folgenlos und wurde erst 1953 im Gesetz zur Ordnung des Handwerks verwirklicht.
Traupe beteiligte sich nicht nur mit historischen, sondern auch mit Beiträgen an der neueren Entwicklungen im braunschweigischen Handwerk, wie er dies beispielsweise in dem im Jahr 2000 von Martin Kintzinger herausgegebenen Werk Handwerk in Braunschweig. Vom Mittelalter bis zur Gegenwart der Fall war. Er verfasste zudem Beiträge für das Braunschweigische Biographische Lexikon 19. und 20. Jahrhundert, beispielsweise zu Walter Oehler und Johannes Jacob Selenka.
Als Schüler wurde er von 1943 bis 1945 als Flakhelfer in Braunschweig eingesetzt, über seine Erlebnisse veröffentlichte er 1988 einen Bericht. Er schrieb über den unterirdischen Kreisbefehlsstand der Partei- und Polizeileitung der NSDAP Braunschweigs im Nußberg. Es ist der einzige dokumentierte Bericht, der den Aufbau der Anlage nachvollziehbar macht, an der ab 1944 Kriegsgefangene und Insassen des berüchtigten Arbeitserziehungslagers Hallendorf zum Bau eingesetzt waren. Er wurde zudem 1944 während des Krieges bei Zwolle in den Niederlanden eingesetzt. Auch darüber verfasste er später unter dem Titel Der Kriegseinsatz braunschweigischer Schüler 1944 in den Niederlanden einen Bericht, der im Braunschweigischen Jahrbuch für Landesgeschichte 1999 abgedruckt wurde.

## Werke (Auswahl)
- Handwerkskammer Braunschweig (Hrsg.): Die deutsche Handwerkerbewegung 1848/49 im Herzogtum Braunschweig. 1983.
- Handwerkskammer Braunschweig (Hrsg.): Johannes Jacob Selenka: Braunschweiger im Kampf f. d. dt. Handwerkerprogramm von 1848. 1983.
- Handwerkskammer Braunschweig (Hrsg.): Handwerkerpetitionen der Jahre 1848 und 1849 aus Städten, die nach 1941 dem Handwerkskammerbezirk Braunschweig zugeordnet sind. 1988.
- Erlebnisse eines Braunschweiger Schülers zwischen 1943 und 1945. Eigenverlag, 1988.
- Erinnerungen an die Züge des Herzogs Friedrich Wilhelm von Braunschweig-Oels in den Jahren 1809 und 1815. Eigenverlag, 1988.
- Ein Friedhof erinnert an den Aufbruch im Jahre 1848. Eigenverlag, 1988.
- Der Kreisbefehlsstand in Braunschweig und andere Kriegsbauten in Nussberg 1944. Eigenverlag, 1988.
- Das Braunschweigische Korps in den Kämpfen bei Quatre-Bras und Waterloo im Juni 1815. Eigenverlag, 1989.
- Der Hofbuchbindermeister Johannes Jacob Selenka. Eigenverlag, 1999.
- Vereinigung der Handwerkskammern Niedersachsen e.V. (Hrsg.): 100 Jahre VHN: Kammertag für Niedersachsen: Gemeinsamkeit macht stark. Schlüter, Hannover 2000.
- Karl Heinrich Jürgens (1801–1860): ein antipreußisch-großdeutscher Liberaler in der Frankfurter Nationalversammlung. In: Helmut Bleiber, Walter Schmidt, Susanne Schötz (Hrsg.): Akteure eines Umbruchs: Männer und Frauen der Revolution von 1848/49. Band 1, Fides, Berlin 2003, ISBN 3-931363-11-2, S. 259–294.